# Sphex maximiliani
Sphex maximiliani är en biart som beskrevs av Kohl 1890. Sphex maximiliani ingår i släktet Sphex och familjen grävsteklar. Inga underarter finns listade i Catalogue of Life.